# 大西一郎
大西 一郎（おおにし いちろう、1887年（明治20年）6月11日 – 1950年（昭和25年）1月21日）は、戦前日本の内務官僚。第11代横浜市長を務めた。

## 経歴
香川県香川郡川東村（現在の高松市）で、大西三千児の長男として生まれる。第三高等学校を経て、1912年（明治45年）に東京帝国大学法科大学政治学科を卒業。
1912年（明治45年）11月、文官高等試験行政科試験に合格し、北海道庁属となった。北海道庁警視、同理事官拓殖課長、同勧業課長、岩手県学務課長、兵庫県視学官・知事官房主事・学務課長、香川県警察部長、朝鮮総督府事務官兼参事官、慶尚北道内務部長、復興局土木部庶務課長、東京第一出張所長を歴任した。
1926年（大正15年）に退官して、東京市助役となり、翌年まで在任した。1929年（昭和4年）、横浜市助役及び横浜市立横浜商業専門学校校長事務取扱に就任し、1931年（昭和6年）には市長に選出された。

## その他活動
1933年（昭和8年）には、横浜市港北区樽町に当時の綱島温泉繁栄を記念して建立されることになったラヂウム霊泉湧出記念碑の碑文を揮毫した。